# Batrachostomus javensis
Boca-de-sapo-javanês ou boca-de-sapo-de-java (Batrachostomus javensis) é uma espécie de ave da família Podargidae.
Pode ser encontrada nos seguintes países: Brunei, Indonésia, Malásia, Myanmar, Filipinas e Tailândia.
Os seus habitats naturais são: florestas subtropicais ou tropicais húmidas de baixa altitude.